# Categoria gramatical
Una categoria gramatical o categoria morfosintàctica és una antiga classificació de les paraules segons el seu tipus. En la gramàtica castellana el terme va ser introduït per Antonio de Nebrija. Modernament el terme categoria gramatical es refereix a una variable lingüística que pot prendre diferents valors que condicionen la forma morfològica concreta d'una paraula molt més general que l'ús tradicional del terme.
Una categoria funcional o categoria buida és aquella categoria gramatical que engloba els mots que per si sols no tenen significat, sinó que l'adquireixen en funció del context, ja que serveixen per unir elements, matisar el sentit del sintagma o bé depenen de la situació comunicativa. Les paraules que pertanyen a categories funcionals són el determinant (el seu significat sol dependre de la dixi), la conjunció i la preposició (també anomenats connectors o relacionants pel seu ús a la frase), la interjecció (exclamació buida de sentit, que vehicula una emoció que es dedueix pel to i la situació) i l'adverbi (aquest en menor mesura).

## Tipus
Les categories es classifiquen segons dos criteris: si són o no variables i si són una classe oberta o tancada. Les categories variables admeten flexió, mentre que les invariables (adverbi, conjunció, preposició i interjecció) no varien de forma. Les classes obertes (nom, adjectiu, verb, adverbi i interjecció) poden afegir nous elements, crear mots, i en canvi les classes o categories tancades estan formades per una llista finita d'elements.
El generativisme manté gran part de les categories tradicionals (verb, nom, adjectiu, conjunció, determinant i adverbi) i n'afegeix de noves (auxiliar, complementador i negació).
També hi ha paraules lèxiques i gramaticals. Les lèxiques són variables, obertes, plenes i majors, i les gramaticals, són tancades, invariables, buides i menors

## Categories tradicionals del català
Les categories tradicionals utilitzades en català són:
- verb
- nom o substantiu
- adjectiu
- determinant
- adverbi
- pronom
- preposició
- conjunció
- interjecció

## Divisió entre llengües segons categories gramaticals
Les llengües poden diferenciar-se segons la presència i funció de determinades categories gramaticals. Usualment aquestes diferències tenen a veure amb la família lingüística (idiomes d'una mateixa família tenen un ús similar de les categories) però no sempre.
Pel que fa als noms, la principal característica és la classe nominal. Idiomes com el català diferencien segons el gènere gramatical però la majoria d'idiomes tenen altres divisions en classes i dins del gènere no usen la diferenciació masculí - femení, sinó que poden haver-hi fins a cinc gèneres diferents i sense relació amb el sexe biològic. Altres trets rellevants per a la diferenciació en classe de nom són el tret [+/- animat],la relació amb l'entitat designada, la seva forma o altres característiques.
Els determinants són una categoria força heterogènia, ja que no tots els idiomes tenen una divisió semàntica afí al català. També difereixen en funció de la seva posició, que pot ser anterior o posterior al substantiu. El mateix passa amb els pronoms, que troben variabilitat en els tipus de dixi que manifesten.
Els verbs estan presents a totes les llengües però poden expressar de diferent manera el temps, l'aspecte, etc. Igualment són diverses les normes de concordança respecte als altres elements de la frase. En el cas del català només s'ha de concordar la persona i el temps entre el nucli del subjecte i el verb de l'oració però altres idiomes tenen en compte els complements, el gènere de les paraules implicades o la seva formació. L'ordre canònic del verb respecte a les altres categories marca si es tracta d'una llengua SOV, llengua VOS o qualsevol altra combinació entre el subjecte i els arguments del verb.